# Hartfield
Hartfield è una parrocchia civile inglese nel distretto di Wealden (East Sussex).